# Iraan (Teksas)
Iraan je grad u američkoj saveznoj državi Teksas. Prema popisu stanovništva iz 2010. u njemu je živjelo 1.229 stanovnika.